# Eoreuma crawfordi
Eoreuma crawfordi là một loài bướm đêm trong họ Crambidae.